# Mittenwalde (Dahme-Spreewald)
Mittenwalde település Németországban, azon belül Brandenburgban. Lakosainak száma 10 084 fő (2023. december 31.). Mittenwalde Rangsdorf, Groß Köris, Schönefeld, Königs Wusterhausen, Bestensee, Teupitz és Zossen községekkel határos.

## Népesség
A település népességének változása:
| Lakosok száma | 8663 | 9104 | 9140 | 9515 | 9854 | 10 084 |
|               | 2012 | 2017 | 2019 | 2021 | 2022 | 2023   |